# John Curtin
John Curtin (Creswick, 8 gennaio 1885 – Canberra, 5 luglio 1945) è stato un politico australiano.
Fu il quattordicesimo premier della sua nazione, che guidò nel periodo più difficile della sua storia, fronteggiando la minaccia di un'invasione giapponese durante la seconda guerra mondiale. Molti australiani lo considerano come uno dei più illustri figli della nazione e, soprattutto, come il più grande premier che l'Australia abbia avuto.

## La militanza politica
Curtin, all'anagrafe John Joseph Curtin, come conferma della sua fede cattolica a 14 anni aggiunse il nome Ambrose al suo nome ufficiale facendolo diventare John Joseph Ambrose Curtin. Tuttavia presto abbandonò sia la fede cattolica che i nomi Ambrose e Joseph.
Figlio di un ufficiale di polizia di origine irlandese, dopo aver frequentato le scuole dell'obbligo, all'età di 20 anni cominciò a lavorare in una fabbrica di Melbourne. Curtin si iscrisse sia nel partito laburista australiano, sia nel partito socialista di Vittoria, un gruppo marxista, nel cui giornale scrisse alcuni articoli firmandosi "Jack Curtin". Nel 1911 Curtin divenne segretario del sindacato dei lavoratori di legname e durante la prima guerra mondiale divenne un attivo militante anti-coscrizionista.
Candidato Laburista per il distretto elettorale di Baclavia nelle elezioni del 1914, fu brevemente imprigionato per essersi rifiutato di sottoporsi ad un esame medico obbligatorio. Egli sapeva che a causa della sua debole vista sarebbe risultato inidoneo. La tensione da lui accumulata lo portò a divenire un accanito alcolista, pregiudicando la sua carriera politica per molti anni. Nel 1917 Curtin sposò Elsie Needham, la sorella di un senatore laburista.

## Il politico Laburista
Nel 1918 Curtin si trasferì a Perth, divenendo un editore del Westralian Worker, l'organo ufficiale dei sindacati. Felice per il minore stress della vita nell'Australia Occidentale, moderò la sua visione politica. Nel 1928 Curtin riuscì a farsi eleggere nel parlamento federale. Legittimamente si aspettava di essere nominato ministro nel governo laburista di James Scullin che si era insediato nel 1929, ma la sua propensione per l'alcol frustrò la sua aspirazione. Nel 1931 egli perse il suo seggio per riconquistarlo tre anni più tardi.
Quando nel 1935 Scullin si dimise dalla guida del partito laburista, Curtin, inaspettatamente fu designato a succedergli sconfiggendo il suo rivale, Frank Forde, che era accusato dall'ala sinistra e dai membri del sindacato di aver sostenuto la politica economica di Scullin. Nelle elezioni del 1937 i laburisti guidati da Curtin fecero solo dei leggeri progressi, non riuscendo a scalfire la confortevole maggioranza di cui godeva il premier Joseph Lyons, ma dopo il decesso di quest'ultimo, i consensi aumentarono. Nelle elezioni del 1940 Curtin fallì la conquista della maggioranza per soli due seggi.

## La Guerra

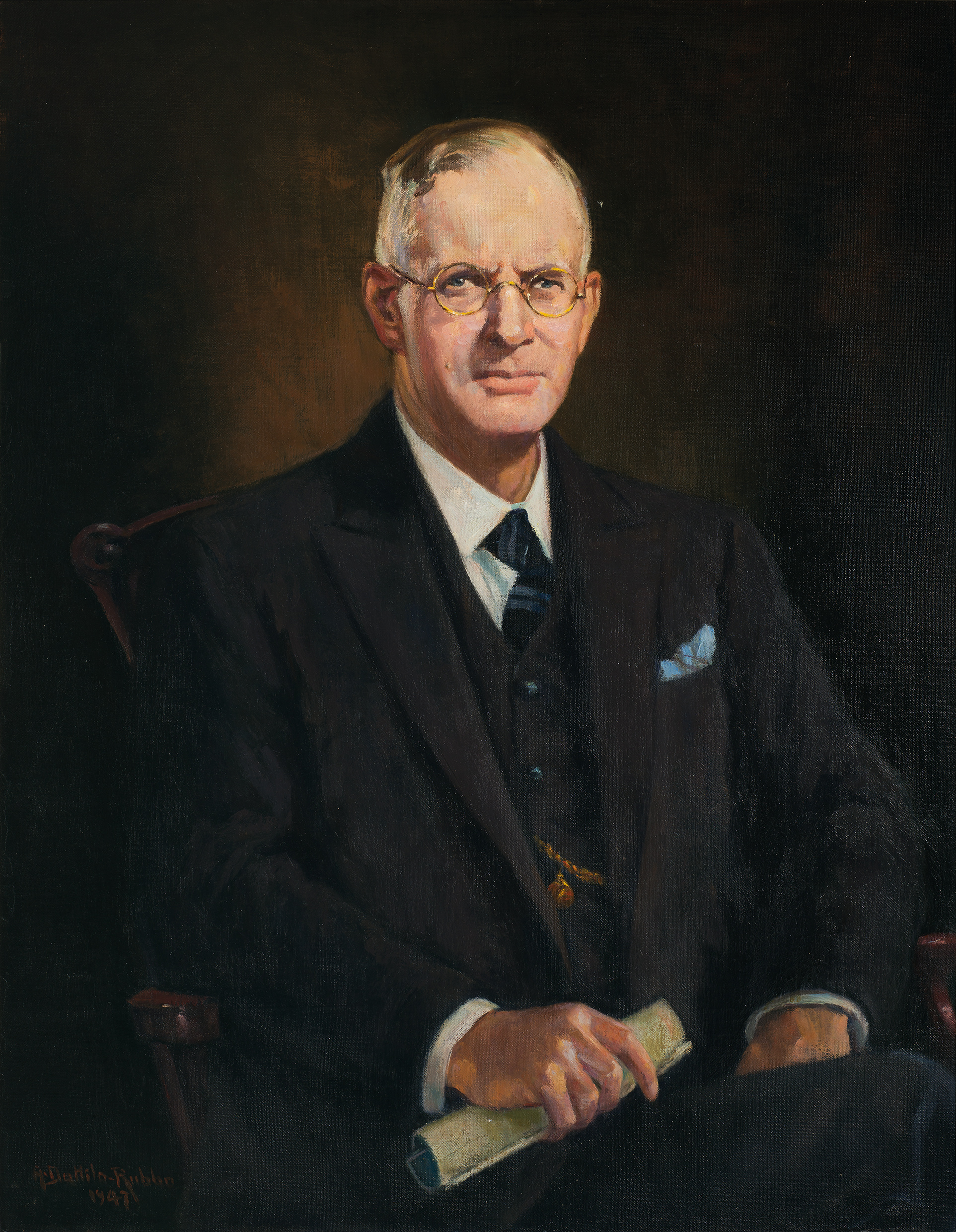
Ritratto ufficiale di Curtin, opera dell'italiano Antonio Dattilo Rubbo, 1947.

A dispetto dello scoppio del secondo conflitto mondiale Curtin rifiutò l'offerta del premier conservatore Robert Menzies di formare un governo di unità nazionale, perché temeva di spaccare il partito. Nell'Ottobre del 1941 i due deputati indipendenti, che con il loro sostegno avevano consentito agli esecutivi conservatori guidati da Menzies prima e da Sir Arthur Fadden poi di governare, decisero di appoggiare i laburisti di Curtin, il quale il 7 ottobre 1941 divenne primo ministro. Il 7 dicembre 1941, con l'attacco giapponese alla base navale statunitense di Pearl Harbor, la guerra, sino ad allora confinata in Africa ed Europa, si allarga al Pacifico. Nel febbraio 1942 Singapore cade in mani giapponesi, che catturano decine di migliaia di prigionieri australiani. A questo punto, le truppe del Sol Levante si avvicinano pericolosamente all'Australia, come dimostrano i bombardamenti subiti tra il 1942 e il 1943. L'invasione dell'Australia era così divenuta un'ipotesi realistica.
In quell'ora critica, Curtin prese tre decisioni cruciali che si riveleranno estremamente benefiche per la difesa del territorio nazionale. Prima Curtin, attirandosi le violente reprimende di Churchill, richiamò in patria le truppe australiane impegnate con i britannici nel teatro bellico del Nord Africa per dislocarle nelle basi del Pacifico, poi lanciò un pubblico appello agli Stati Uniti affinché questi assistessero le proprie truppe e accolse il generale Americano Douglas MacArthur come un salvatore della nazione australiana, stringendo con gli Stati Uniti quel forte legame che sopravvive ancora oggi. Grazie all'intervento americano nel 1943 il pericolo di invasione parve scongiurato e nelle elezioni dell'agosto di quell'anno i laburisti ottennero la più grande vittoria di tutti i tempi.
Infine Curtin riuscì ad introdurre la coscrizione obbligatoria, da lui giudicata indispensabile, senza spaccare il partito. Infatti per venire incontro alle furiose obiezioni dell'ala sinistra del suo partito la leva obbligatoria fu introdotta in misura minimale e solo per i residenti nel sud dell'equatore. Con queste scelte Curtin mostrò la sua statura di leader. Anche a causa del forte stress e del suo tabagismo che si unì all'alcolismo, la salute di Curtin si deteriorò fortemente e il 5 luglio 1945, all'età di 60 anni, egli morì: Curtin fu il secondo premier nell'arco di sei anni a morire mentre era in carica. La sua salma fu tumulata nel Cimitero Karrakatta di Perth. MacArthur affermò che Curtin è stato "uno dei più grandi statisti del tempo di guerra".
Il suo successore fu prima (per breve tempo) Frank Forde, e poi, dopo il ballottaggio tenutosi nel partito laburista, Ben Chifley.

## Nei media popolari
Curtin è il leader della civiltà australiana nel videogioco 4X Civilization VI.